# Le Soir (Lamartine)
Pour les articles homonymes, voir Le Soir (homonymie).
Le Soir est un poème d'Alphonse de Lamartine, paru dans le recueil Méditations poétiques en 1820.